# Jan Rokycana

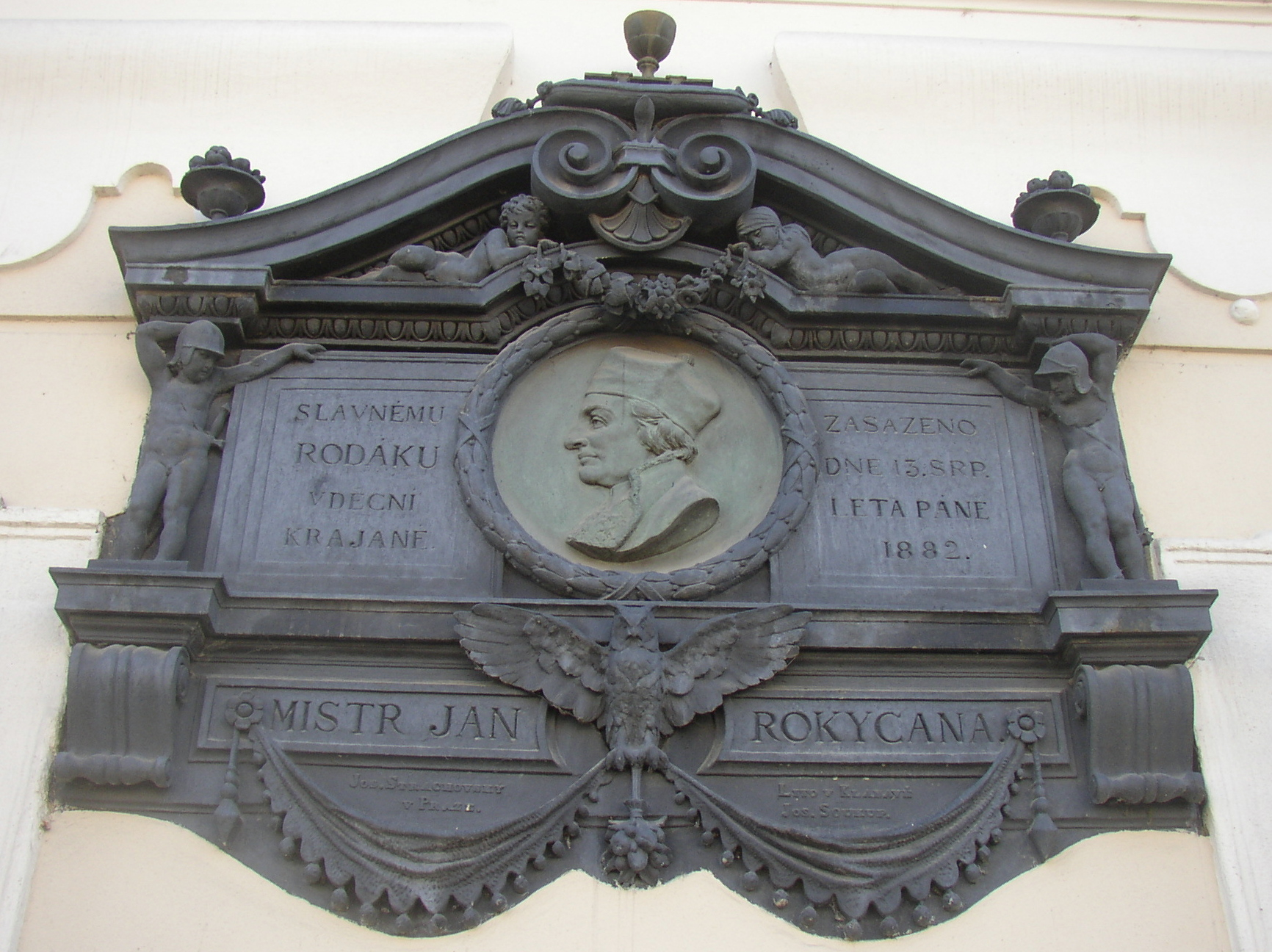
Rokycany tablica na ratuszu

Jan Rokycana, właśc. Jan z Rokycan (ur. ok. 1396 w Rokycanach, zm. 21 lutego 1471 w Pradze) – czeski duchowny i kaznodzieja, teolog husycki, utrakwista.

## Młodość
W młodości wstąpił do zakonu augustianów w rodzinnych Rokycanach, który dość szybko opuścił by podjąć studia w Pradze. Tam też w 1415 uzyskał stopień licencjata (bakałarza). Przystąpił do ruchu przeciwko Janowi Želivskiemu, zanim ten uciekł z Pragi. Występował także przeciwko taborytom, przede wszystkim w Konopiszte w 1423 roku, a następnie w Pradze przeciwko Janowi Żiżce, który pokonał wspieraną przez Rokycanę koalicję umiarkowanych husytów i katolików w bitwie pod Malešovem.

## Wikariusz kościoła tyńskiego
W 1427 został wikariuszem kościoła tyńskiego w Pradze. Był przeciwnikiem księcia Zygmunta Korybuta. W 1429 jako wikariusz generalny archidiecezji praskiej stał się správcem duchovenstva podobojí. W 1430 zdobył tytuł magistra, a następnie, w 1435 został rektorem Uniwersytetu Karola. W tym samym roku, 21 października w kościele tyńskim został przez utrakwistów obrany arcybiskupem Pragi.

## Działalność po wyborze
4 października 1441 zwołał synod w Kutnej Horze, który ogłosił podstawowe prawdy wiary husyckiej. W 1442 zawarł porozumienie z Janem z Příbrami. W 1444 taboryci mimo sprzyjającej sytuacji, jednogłośnie odmówili uznania tych decyzji i ich doktryna została potępiona.
W 1449 Rokycana rozpoczął regularną korespondencję z papieżem Mikołajem V w sprawie udzielenia święceń biskupich. W końcu postanowił spotkać się z papieżem osobiście, okazało się to jednak niemożliwe, gdyż musiałby przebyć tereny Niemiec. Z tego też powodu w 1451 rozpoczął negocjacje z Konstantynopolem w sprawie możliwej współpracy husytów z Kościołami prawosławnymi, jednakże zrezygnował z tego po zdobyciu Konstantynopola przez Turków w 1453 roku.
Królowi Władysławowi Pogrobowcowi (1440–1457) nie odpowiadał porządek dnia Rokycany, toteż nie uczęszczał na jego kazania. W 1457 arcybiskup rozpoczął ponowną korespondencję bezpośrednio z papieżem (wówczas z Kalikstem III), którą przerwał z powodu śmierci Władysława.

## Panowanie Jerzego z Podiebradów
Sytuacja w pewnym stopniu uległa poprawie po przejęciu władzy przez Jerzego z Podiebradów. Mimo że ograniczył on władzę Kościoła, Rokycana w swych publicznych wypowiedziach opowiedział się za jego elekcją. Arcybiskup początkowo udzielił poparcia polityce prowadzonej przez Jerzego i nakazał dzwonić we wszystkich kościołach na znak pojednania. W odpowiedzi król rozważał kandydaturę jego osoby jako reprezentanta Kościoła oraz uczęszczał naprzemiennie na msze Rokycany i msze w katedrze św. Wita.
W 1461 Jerzy z Podiebradów zaczął zabiegać o tron Świętego Cesarstwa Rzymskiego, który z pewnością miał być wykorzystany na korzyść husytyzmu. Wówczas jednak Rokycana wypowiedział się w kazaniu przeciwko królowi. 7 lutego 1465 odbył rozmowy z królewskimi ministrami, zakończone zobowiązaniem, że król nawiąże ponownie współpracę z Kościołem.
Rok później, w 1466 Rokycana doznał udaru mózgu, po którym miał trudności z mówieniem. Zmarł 21 lutego 1471 roku i pochowany został w Pradze, w kościele Marii Panny przed Tynem, z którym przez wiele lat był związany.
Jan Rokycana jest jednym z epizodycznych bohaterów powieści historyczno-fantastycznej Andrzeja Sapkowskiego Boży bojownicy, stanowiącej drugi tom tzw. Trylogii husyckiej.

## Dorobek

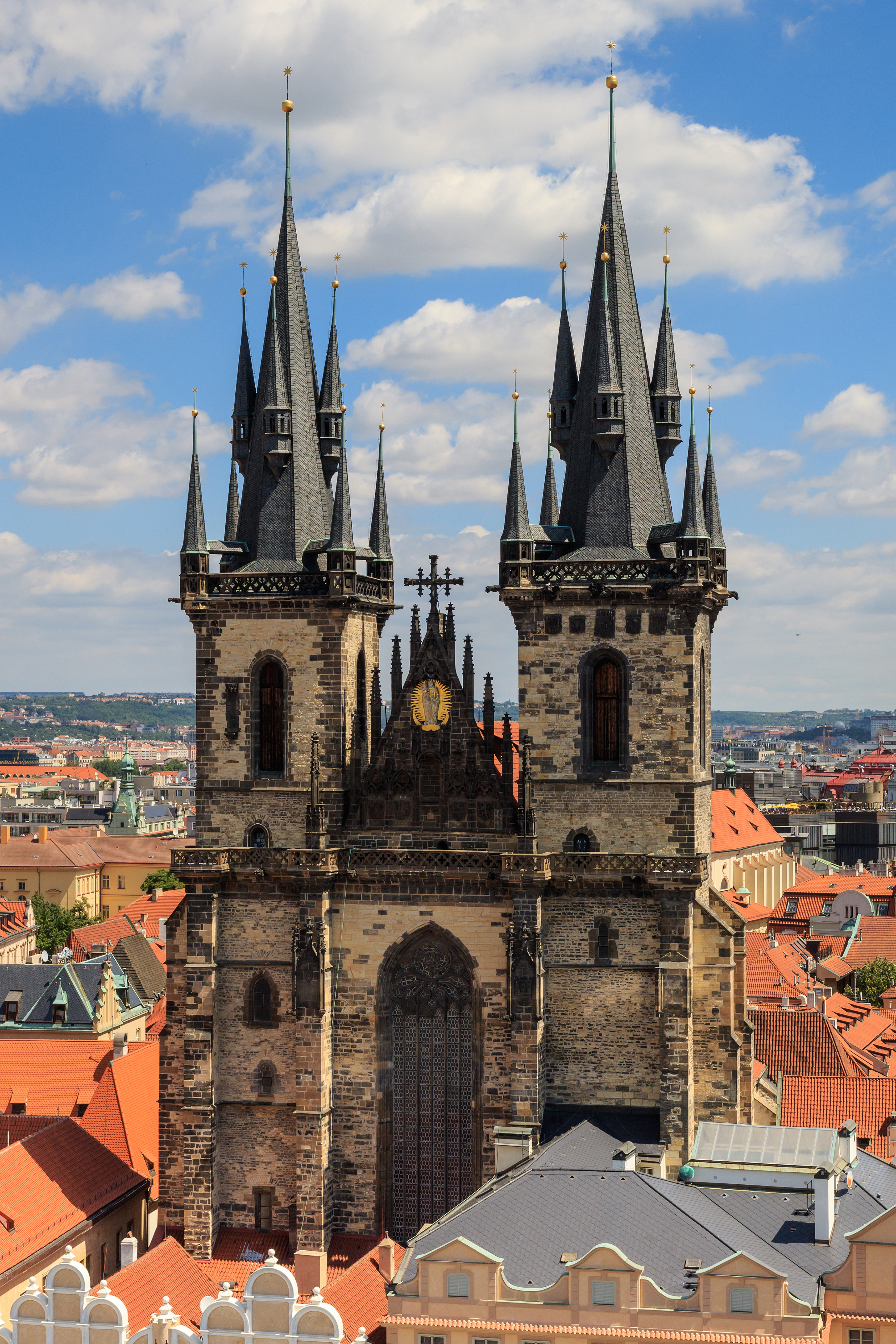
Kościół tyński w Pradze, miejsce pochówku arcybiskupa Rokycany

- Postilla – zebrane przez jego uczniów wypowiedzi i wystąpienia publiczne arcybiskupa z lat 1453–1457, stanowiące obraz życia codziennego tamtych czasów i problemów przeciętnego człowieka.
- Latinská postilla
- Výklad zjevení svatého Jana – dyskusja o Apokalipsie św. Jana
- Kázání u Kutné Hory – kazania wygłoszone w Kutnej Horze
- Řeči pronesené na koncilu Basilejském – przemówienia wygłoszone na Soborze w Bazylei
- Synodální řeči – przemówienia na synodzie
- O sedmi vášních a vadách – Siedem namiętności i wad
- Acta synodální – akta synodu
- Latinský slovník – słownik łaciński
- Tractatus de eucharista
- Tractatus de septem sacramentis
- Contra sex propositiones trivolas doctorum apostatarum

Rokycana jest również autorem pieśni religijnych:
- Vítaj milý Jezu Kriste
- Zdrávas dievko
- Cierkev svatá v posledních dnech velmi neznamenitá – słowa i muzyka